# Edward Dozier
Edward Pasqual Dozier (Santa Clara, Nou Mèxic, 1916- Tucson, Arizona 1971) fou un antropòleg estatunidenc d'ètnia santa clara i cultura pueblo. Va ser el primer membre indígena en obtenir un doctorat en antropologia als Estats Units.
Fou criat en espanyol i tewa, i aprengué anglès als 12 anys. Estudià les tradicions del seu poble, estudià a la Universitat de Nou Mèxic i serví a l'exèrcit a les Filipines, on s'interessà per l'antropologia. Des del 1953 donà classes a diverses universitats fins que acabà a la de Tucson.
Publicà els llibres The Hopi-Tewa of Arizona (1954), Hano: A Tewa Indian Community in Arizona (1955), Mountain Arbiters: The Changing Life of a Philippine Hill People (1966), Perspectives in American Indian Culture Change (1961), i The Pueblo Indians of North America (1970).